# Ulopeza
Ulopeza là một chi bướm đêm thuộc họ Crambidae.

## Các loài
- Ulopeza alenialis Strand, 1913
- Ulopeza conigeralis Zeller, 1852
- Ulopeza crocifrontalis Mabille, 1900
- Ulopeza crocochalca (Meyrick, 1933)
- Ulopeza cruciferalis Kenrick, 1907
- Ulopeza denticulalis Hampson, 1912
- Ulopeza disjunctalis Hampson, 1918
- Ulopeza flavicepsalis Hampson, 1912
- Ulopeza fuscomarginalis (Ghesquière, 1940)
- Ulopeza idyalis (Walker, 1859)
- Ulopeza innotalis Karsch, 1900
- Ulopeza junctilinealis Hampson, 1912
- Ulopeza macilentalis Viette, 1958
- Ulopeza nigricostata Hampson, 1912
- Ulopeza primalis Viette, 1958
- Ulopeza sterictodes Hampson, 1912

## Loài trước đây
- Ulopeza cyphoplaca (Meyrick, 1933)
- Ulopeza panaresalis (Walker, 1859)
- Ulopeza pseudohesusalis (Strand, 1920)
- Ulopeza trigonalis (Mabille, 1890)